# ルーグネッド・オドーア
- ルーンド・オドール
- ロウグネド・オドール
- ルーグネド・オドアー
- ルーグネッド・オドル

ルーグネッド・ロベルト・オドーア（Rougned Roberto Odor；スペイン語発音: [ˈruɣneð oˈðoɾ]、1994年2月3日 - ）は、ベネズエラ・スリア州マラカイボ出身のプロ野球選手（内野手）。右投左打。
愛称はエル・ティポ（El Tipo）、ルーギー（Rougie）。

## 経歴

### プロ入りとレンジャーズ時代

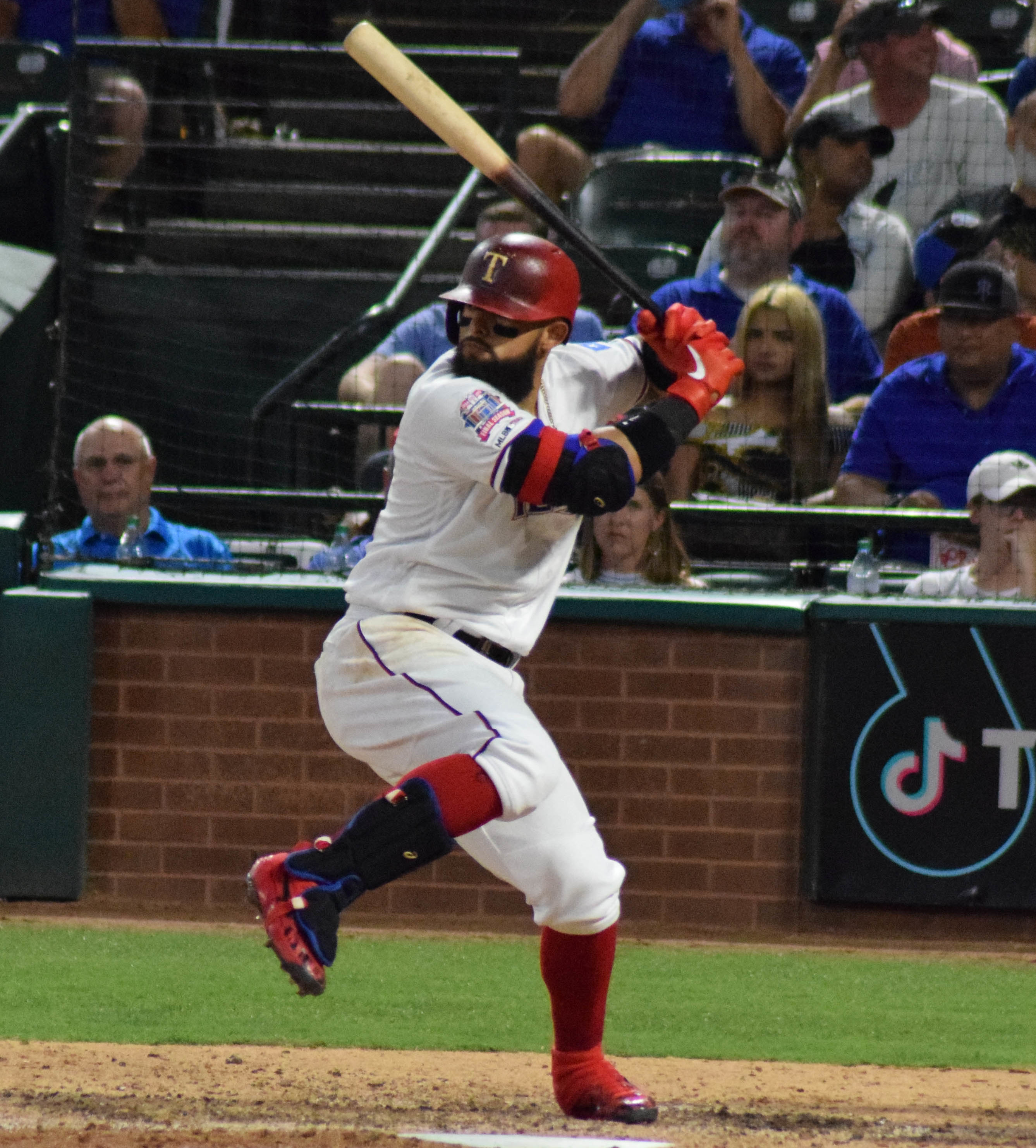
テキサス・レンジャーズ時代
（2019年6月18日）

2011年にアマチュア・フリーエージェントでテキサス・レンジャーズと契約してプロ入り。契約後、A-級スポケーン・インディアンスでプロデビュー。58試合に出場して打率.262、2本塁打、29打点、10盗塁を記録した。
2012年はA級ヒッコリー・クロウダッズでプレーし、109試合に出場して打率.259、10本塁打、47打点、19盗塁を記録した。
2013年はA+級マートルビーチ・ペリカンズでプレーし、100試合に出場して打率.305、5本塁打、59打点、27盗塁を記録した。8月1日にAA級フリスコ・ラフライダーズへ昇格。30試合に出場して打率.306、6本塁打、19打点、5盗塁を記録した。
2014年はAA級フリスコで開幕を迎え、32試合に出場して打率.279、6本塁打、17打点、6盗塁を記録した。5月8日にレンジャーズとメジャー契約を結んでアクティブ・ロースター入りし、同日のコロラド・ロッキーズ戦で20歳でMLBにデビューした。「8番・二塁手」で先発起用され、4打数無安打だった。5月9日のボストン・レッドソックス戦でクレイ・バックホルツから初安打を、12日のヒューストン・アストロズ戦でブラッド・ピーコックから初本塁打を記録した。メジャー昇格後、有望株のジュリクソン・プロファーが故障離脱、後釜候補の別の選手も脱落したため、二塁のレギュラーに定着。最終的メジャーでは114試合に出場して打率.259、9本塁打、48打点、4盗塁（7盗塁死）を記録した。
2015年10月3日のロサンゼルス・エンゼルス戦で二塁ベースから離れたジョニー・ジアボテラの左脛を目掛けてスライディングした結果、ジアボテラが痛がって内野手が集まり試合が中断したが、幸い大事には至らなかった。この年も二塁のレギュラーを務めた。120試合に出場して打率.261、16本塁打、61打点、6盗塁を記録した。
2016年5月15日のトロント・ブルージェイズ戦で、二塁ベース上で一塁走者のホセ・バティスタのスライディングによる守備妨害を受けたが、この際にバティスタを突き飛ばした後に殴打し、両チーム入り乱れた乱闘となり、退場処分を受けた。17日にMLB機構から8試合の出場停止処分が科せられたが、異議申し立てを行った結果、7試合に軽減され確定し、5月27日から適用された。シーズンでは二塁のレギュラーに定着し、150試合に出場し、初めて規定打席に到達した。打率.271、チーム1位の33本塁打、88打点、14盗塁を記録した。
2017年開幕前の2月8日に同年開催されるWBCのベネズエラ代表に選出された。3月30日には6年総額4950万ドルで契約延長。この年のシーズンは規定打席に到達にして30本塁打を記録したがOPS.649と振るわず、セイバーメトリクスが導入された1995年以降のMLBにおいて唯一となる「規定打席に到達して30本塁打以上を記録しながらOPSが.700未満」の選手となっている。
2018年4月9日のロサンゼルス・エンゼルス戦で走塁の際に左ハムストリングを痛めて、その後28試合を欠場した。6月1日のロサンゼルス・エンゼルス戦で二塁ベースから離れたアンドレルトン・シモンズの左足を目掛けてスライディングして小競り合いが起きた。
2019年6月9日のオークランド・アスレチックス戦でライアン・バクターの投球前にホームスティールを成功させた。
2021年4月1日にチャーリー・カルバーソンのメジャー契約に伴いDFAとなった。

### ヤンキース時代
2021年4月6日にジョシュ・ストワーズ、アントニオ・カブレロとのトレードで、金銭と共にニューヨーク・ヤンキースへ移籍した。2年2400万ドル余りの契約が残っているが、ヤンキースとオドーアの契約は最低保証年俸の約57万ドルであり、2300万ドル余りをレンジャーズが負担する形での放出となった。5月4日のヒューストン・アストロズ戦でホームプレートを踏む際にマーティン・マルドナードと接触して左膝を痛め、その後11試合を欠場した。オフの11月19日にDFAとなり、11月23日に自由契約となった。

### オリオールズ時代
2021年11月30日にボルチモア・オリオールズと単年のメジャー契約を結んだ。
2022年は135試合に出場し、打率.207、13本塁打、53打点だった。オフの11月6日にFAとなった。

### パドレス時代
2023年3月1日にサンディエゴ・パドレスとマイナー契約を結び、3月30日にメジャー契約を結んだ。同年は59試合の出場で、打率.203、4本塁打、18打点の成績で、7月18日にDFAとなった。

### 巨人時代
2024年1月22日に読売ジャイアンツと契約したことが発表された。単年契約で推定年俸は2億円。背番号は23。外野手での登録となり、右翼手としての起用が見込まれていた。
2月に来日し、練習試合やオープン戦にも出場していたが、オープン戦の成績は12試合の出場で打率.176（34打数6安打）、0本塁打、0打点に終わり、さらに牽制死が2度あった。3月下旬に開幕一軍メンバーから漏れ、ファーム調整を告げられたが、オドーアはこれを拒否し、退団・帰国を希望。球団もこれを認めたことで、開幕3日前の3月26日に退団が発表された。4月4日に自由契約公示された。

### 第2期ヤンキース時代
4月10日、かつて所属したニューヨーク・ヤンキースとのマイナー契約に合意した。ルーキーリーグに配属されたが、一度も試合に出場せずに8月1日に解雇となった。

## 選手としての特徴
MLBトレード・ルーマーズは、オドーアの長所は長打力と評する一方、四球が少なく、三振は多く、打席では不安定であると指摘する。MLBでは2016年以降、打撃指標のwRC+（打者が打席あたりに産み出した得点の傑出度）が平均的な数値である100を下回っている。Sportivaの三尾圭は、低打率であり、選球眼も悪く、三振も多い点を同様に指摘しているほか、変化球に対する空振り率が高く、特に落ちる球を苦手にしていると指摘する。また、長所とされる長打力についても、2023年は本塁打率がMLB平均を下回っている点を指摘している。ただし、2021年からの3年間では四球率やボールゾーンスイング率に関しては改善傾向にある。
MLB時代の2019年から2023年の5年間で、選手の貢献度を示すWARは4度マイナスになっており、3Aレベルの選手よりも勝利への貢献度は低い。162試合全てに出場して30本塁打、75打点を記録した2017年も、その本塁打数ながら長打率が4割に満たず、WARはマイナスになっている。
野球評論家の清水隆行は、オドーアの打撃フォームについて、MLBで残した成績からのイメージよりかはコンパクトで丁寧と評していた。アレックス・ラミレスは個人的にオドーアのフォームを気に入っていると言い、日本でも本塁打30本以上は可能と太鼓判を押している。メジャー研究家の友成那智は、フリースインガーであるオドーアについて「日本の投手は制球力があり、緩急を交えるのも得意ですから、翻弄されてしまうかもしれません」とし、「日本野球とは最も合わないタイプの選手」と評価した。
守備は二塁が本職であるが、MLBでは6度もリーグ最多失策を記録している。日本のメディアでは外野手としての経験もあると報じられており、巨人では外野手登録となったが、実際のMLBでの外野経験は2023年に僅か9試合右翼を守ったのみで、マイナーリーグでも経験がない。巨人監督の阿部慎之助はオドーア獲得の理由の一つとして、右翼線の打球を必死に追いかけていた様を挙げている。巨人で外野守備兼走塁コーチを務める亀井善行は、二塁経験から打球に対する判断力が優れており、打球の追い方もセンスがあると評しており、二塁と右翼で守備位置からの景色は変わらないため、飛球の距離感さえ掴めばすぐに外野守備にも慣れると考えられていた。このような亀井の評価の一方で、実戦でのオドーアの右翼守備を見た野球評論家の高橋由伸は、飛球の追い方にぎこちなさを感じたと述べた。

## 人物
クリオロ夫人との間に2人の娘がいる。同名の弟はマイナーリーグのA+級に所属したことがある。叔父のルーグラスは同AA級でプレーした経験があり、2024年現在、クリーブランド・ガーディアンズの内野守備兼三塁ベースコーチをしている。
2017年にレンジャーズと契約延長した際、その一環として馬2頭が付いていた。これらは球団共同オーナーのレイ・デイヴィスが所有するクォーターホースだった。当時オドーアはベネズエラにある母方の牧場で馬を4頭飼育しており、将来家族が移住できるようにテキサス州ダラス近郊に牧場を建てる計画がある。
Sportivaの三尾圭は上述の2016年の乱闘騒動や2018年の小競り合いを例に挙げ、オドーアの性格について「短気で、けんかっ早い」「『トラブルメーカー』としても有名だ」と断言している。その性格から「狂犬」の異名を付けられている。三尾は前述のプレースタイルやデータを含め、「すべてが日本球界に不向きなタイプ」との評価を下している。アレックス・ラミレスは日本球界でのプレーにおいて、メジャーリーグで活躍してきたプライドがどうなるかを懸念していた。
口周りから顎下まで伸びる長い髭がトレードマーク。しかし、所属する球団によっては自らの意思で全て剃り落とすこともあり、ヤンキースや巨人への入団時には全て剃り落としている。

## 詳細情報

### 年度別打撃成績
| 年 度     | 球 団     | 試 合 | 打 席 | 打 数 | 得 点 | 安 打 | 二 塁 打 | 三 塁 打 | 本 塁 打 | 塁 打 | 打 点 | 盗 塁 | 盗 塁 死 | 犠 打 | 犠 飛 | 四 球 | 敬 遠 | 死 球 | 三 振 | 併 殺 打 | 打 率 | 出 塁 率 | 長 打 率 | O P S |
| --------- | --------- | ----- | ----- | ----- | ----- | ----- | -------- | -------- | -------- | ----- | ----- | ----- | -------- | ----- | ----- | ----- | ----- | ----- | ----- | -------- | ----- | -------- | -------- | ----- |
| 2014      | TEX       | 114   | 417   | 386   | 39    | 100   | 14       | 7        | 9        | 155   | 48    | 4     | 7        | 6     | 3     | 17    | 1     | 5     | 71    | 7        | .259  | .297     | .402     | .698  |
| 2015      | TEX       | 120   | 470   | 426   | 54    | 111   | 21       | 9        | 16       | 198   | 61    | 6     | 7        | 2     | 5     | 23    | 2     | 14    | 79    | 3        | .261  | .316     | .465     | .781  |
| 2016      | TEX       | 150   | 632   | 605   | 89    | 164   | 33       | 4        | 33       | 304   | 88    | 14    | 7        | 0     | 4     | 19    | 0     | 4     | 135   | 6        | .271  | .296     | .502     | .798  |
| 2017      | TEX       | 162   | 651   | 607   | 79    | 124   | 21       | 3        | 30       | 241   | 75    | 15    | 6        | 0     | 4     | 32    | 5     | 8     | 162   | 13       | .204  | .252     | .397     | .649  |
| 2018      | TEX       | 129   | 535   | 474   | 76    | 120   | 23       | 2        | 18       | 201   | 63    | 12    | 12       | 2     | 5     | 43    | 2     | 11    | 127   | 5        | .253  | .326     | .424     | .751  |
| 2019      | TEX       | 145   | 581   | 522   | 77    | 107   | 30       | 1        | 30       | 229   | 93    | 11    | 9        | 1     | 1     | 52    | 2     | 5     | 178   | 4        | .205  | .283     | .439     | .721  |
| 2020      | TEX       | 38    | 148   | 138   | 15    | 23    | 4        | 0        | 10       | 57    | 30    | 0     | 1        | 0     | 2     | 7     | 0     | 1     | 47    | 2        | .167  | .209     | .413     | .623  |
| 2021      | NYY       | 102   | 361   | 322   | 42    | 65    | 12       | 0        | 15       | 122   | 39    | 0     | 1        | 1     | 0     | 27    | 2     | 11    | 100   | 3        | .202  | .286     | .379     | .665  |
| 2022      | BAL       | 135   | 472   | 426   | 49    | 88    | 19       | 3        | 13       | 152   | 53    | 6     | 1        | 0     | 4     | 32    | 1     | 10    | 109   | 9        | .207  | .275     | .357     | .632  |
| 2023      | SD        | 59    | 157   | 138   | 21    | 28    | 9        | 0        | 4        | 49    | 18    | 2     | 1        | 0     | 0     | 17    | 0     | 2     | 37    | 2        | .203  | .299     | .355     | .654  |
| MLB：10年 | MLB：10年 | 1154  | 4424  | 4044  | 541   | 930   | 186      | 29       | 178      | 1708  | 568   | 70    | 52       | 12    | 28    | 269   | 15    | 71    | 1045  | 54       | .230  | .288     | .422     | .710  |

- 2023年度シーズン終了時
- 各年度の太字はリーグ最高

### WBCでの打撃成績
| 年 度 | 代 表      | 試 合 | 打 席 | 打 数 | 得 点 | 安 打 | 二 塁 打 | 三 塁 打 | 本 塁 打 | 塁 打 | 打 点 | 盗 塁 | 盗 塁 死 | 犠 飛 | 四 球 | 敬 遠 | 死 球 | 三 振 | 併 殺 打 | 打 率 | 出 塁 率 | 長 打 率 |
| ----- | ---------- | ----- | ----- | ----- | ----- | ----- | -------- | -------- | -------- | ----- | ----- | ----- | -------- | ----- | ----- | ----- | ----- | ----- | -------- | ----- | -------- | -------- |
| 2017  | ベネズエラ | 6     | 19    | 19    | 5     | 5     | 1        | 0        | 2        | 12    | 4     | 0     | 0        | 0     | 0     | 0     | 0     | 3     | 1        | .263  | .263     | .632     |

### 年度別守備成績
内野守備
| 年 度 | 球 団 | 一塁（1B） | 一塁（1B） | 一塁（1B） | 一塁（1B） | 一塁（1B） | 一塁（1B） | 二塁（2B） | 二塁（2B） | 二塁（2B） | 二塁（2B） | 二塁（2B） | 二塁（2B） | 三塁（3B） | 三塁（3B） | 三塁（3B） | 三塁（3B） | 三塁（3B） | 三塁（3B） |
| 年 度 | 球 団 | 試 合      | 刺 殺      | 補 殺      | 失 策      | 併 殺      | 守 備 率   | 試 合      | 刺 殺      | 補 殺      | 失 策      | 併 殺      | 守 備 率   | 試 合      | 刺 殺      | 補 殺      | 失 策      | 併 殺      | 守 備 率   |
| ----- | ----- | ---------- | ---------- | ---------- | ---------- | ---------- | ---------- | ---------- | ---------- | ---------- | ---------- | ---------- | ---------- | ---------- | ---------- | ---------- | ---------- | ---------- | ---------- |
| 2014  | TEX   | -          | -          | -          | -          | -          | -          | 110        | 194        | 275        | 9          | 70         | .981       | -          | -          | -          | -          | -          | -          |
| 2015  | TEX   | -          | -          | -          | -          | -          | -          | 119        | 207        | 350        | 17         | 97         | .970       | -          | -          | -          | -          | -          | -          |
| 2016  | TEX   | -          | -          | -          | -          | -          | -          | 146        | 283        | 428        | 22         | 129        | .970       | -          | -          | -          | -          | -          | -          |
| 2017  | TEX   | -          | -          | -          | -          | -          | -          | 158        | 321        | 429        | 19         | 129        | .975       | -          | -          | -          | -          | -          | -          |
| 2018  | TEX   | -          | -          | -          | -          | -          | -          | 127        | 218        | 336        | 9          | 96         | .984       | -          | -          | -          | -          | -          | -          |
| 2019  | TEX   | -          | -          | -          | -          | -          | -          | 137        | 246        | 294        | 15         | 85         | .973       | -          | -          | -          | -          | -          | -          |
| 2020  | TEX   | -          | -          | -          | -          | -          | -          | 37         | 54         | 86         | 4          | 18         | .972       | -          | -          | -          | -          | -          | -          |
| 2021  | NYY   | -          | -          | -          | -          | -          | -          | 74         | 89         | 140        | 9          | 29         | .962       | 33         | 12         | 51         | 4          | 8          | .940       |
| 2022  | BAL   | -          | -          | -          | -          | -          | -          | 129        | 209        | 296        | 16         | 73         | .969       | 2          | 3          | 2          | 0          | 0          | 1.000      |
| 2023  | SD    | 1          | 0          | 0          | 0          | 0          | .---       | 30         | 36         | 46         | 3          | 13         | .965       | 9          | 6          | 8          | 1          | 1          | .933       |
| MLB   | MLB   | 1          | 0          | 0          | 0          | 0          | .---       | 1067       | 1857       | 2680       | 123        | 739        | .974       | 44         | 21         | 61         | 5          | 9          | .943       |

外野守備
| 年 度 | 球 団 | 右翼（RF） | 右翼（RF） | 右翼（RF） | 右翼（RF） | 右翼（RF） | 右翼（RF） |
| 年 度 | 球 団 | 試 合      | 刺 殺      | 補 殺      | 失 策      | 併 殺      | 守 備 率   |
| ----- | ----- | ---------- | ---------- | ---------- | ---------- | ---------- | ---------- |
| 2023  | SD    | 9          | 6          | 0          | 0          | 0          | 1.000      |
| MLB   | MLB   | 9          | 6          | 0          | 0          | 0          | 1.000      |

- 2023年度シーズン終了時
- 各年度の太字はリーグ最高

### 諸記録
- 単独ホームスティール：1回 (2019年6月9日[18])
- 二塁手として三重殺参加：2回 (2018年8月16日[67]、2021年5月21日[68])

### 背番号
- 73（2014年 - 同年途中）
- 12（2014年途中 - 2020年、2021年途中 - 2022年）
- 18（2021年 - 同年途中）
- 24（2023年 - 同年途中）
- 23（2024年 - 同年4月3日）

### 代表歴
- 2017 ワールド・ベースボール・クラシック・ベネズエラ代表